# Zoologische Gesellschaft für Arten- und Populationsschutz
Die Zoologische Gesellschaft für Arten- und Populationsschutz e. V. (ZGAP) ist eine deutsche Nichtregierungsorganisation (NGO) für Artenschutz. Sie ist als nationale NGO Mitglied der IUCN, assoziiertes Mitglied des Welt-Zoo- und -Aquarium-Verbandes (WAZA), assoziiertes Mitglied des Europäischen Verbands der Zoos und Aquarien (EAZA) und Mitglied der Alliance for Zero Extinction (AZE). Ihr Arbeitsschwerpunkt ist der Freilandartenschutz von hochbedrohten, aber wenig bekannten und medial vermarkteten Tierarten. Seit 2016 ernennt die ZGAP jährlich das Zootier des Jahres, um auf akut bedrohte Arten aufmerksam zu machen. Die gesammelten Mittel fließen in ausgewählte Schutzprojekte für die jeweiligen Arten.

## Geschichte und Aufgaben

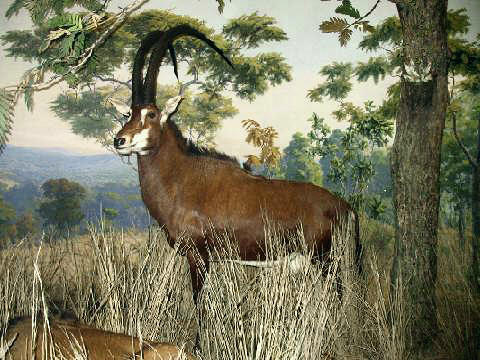
Die Riesen-Rappenantilope (Hippotragus niger variani) das Wappentier der ZGAP.

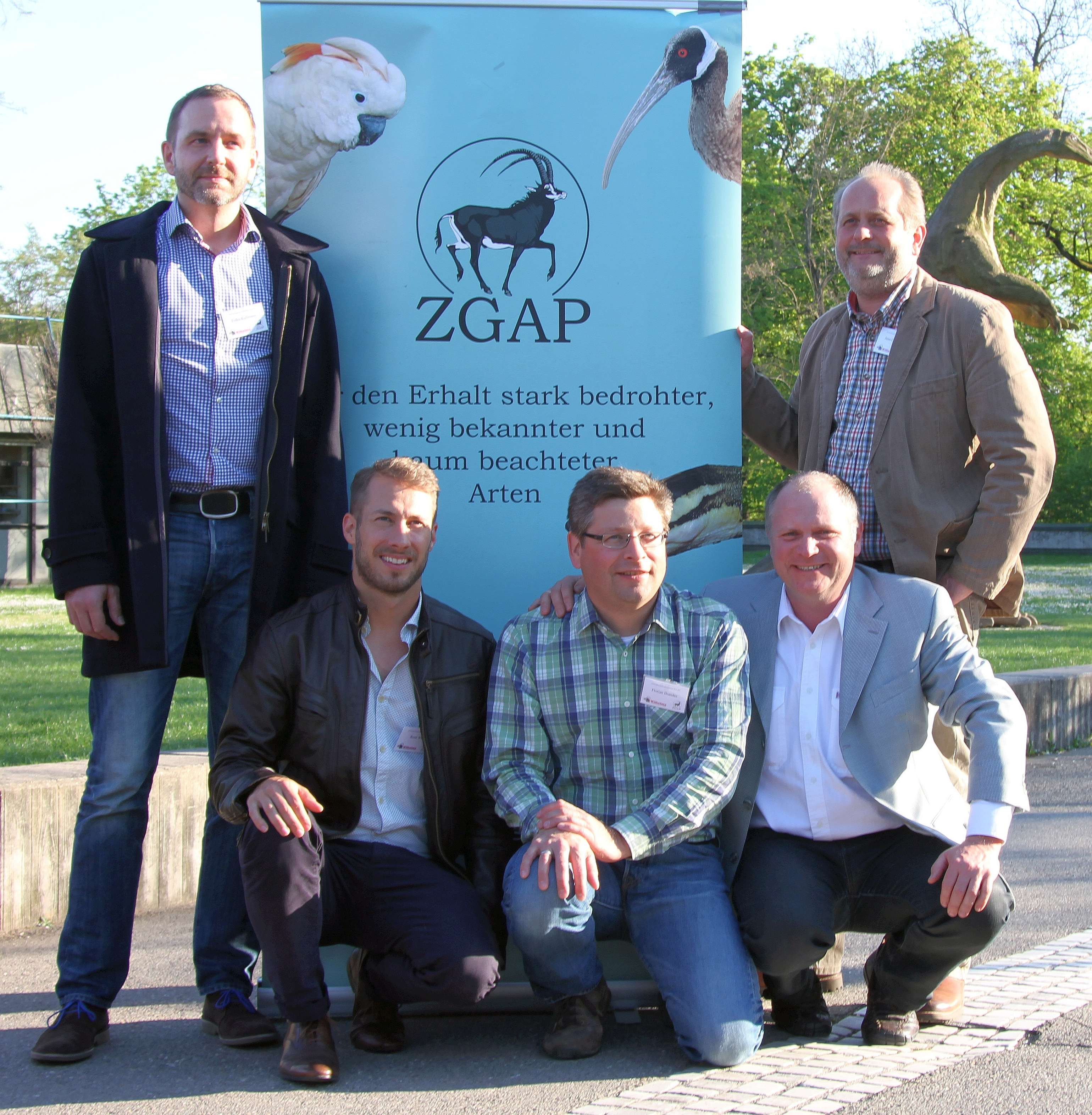
Vorstand der ZGAP (2015) mit Logo der ZGAP. Vrnl: Jens-Ove Heckel (Vorsitzender), Sven Hammer (2. Vorsitzender), Florian Brandes (Schriftführer), René Wüst (Schatzmeister), Folko Kullmann (2. Vorsitzender).

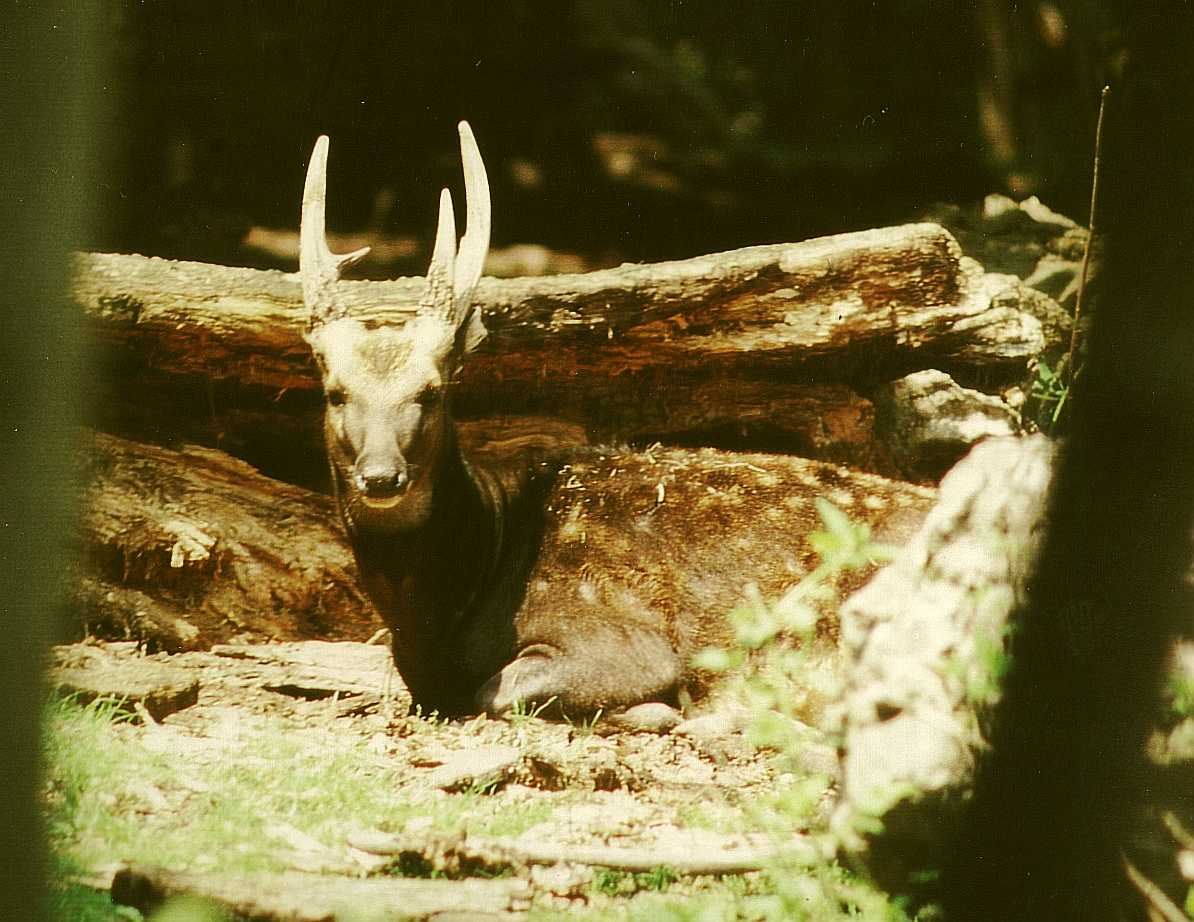
Prinz-Alfred-Hirsch

Die ZGAP wurde 1982 von einer kleinen Gruppe Naturschützer um Roland Wirth mit dem Ziel, Artenschutz bei in der Öffentlichkeit wenig bekannten Tierarten zu leisten, in München gegründet. Als Wappentier wurde 1983 die Riesen-Rappenantilope (Hippotragus niger variani) ausgewählt und ein Emblem vom Illustrator Helmut Diller (1911–1984), der ZGAP-Mitglied war, gestaltet.
Eine der ersten Arten, auf die die ZGAP aufmerksam machte, war 1984 der knapp vor der Ausrottung stehende Prinz-Alfred-Hirsch Rusa alfredi. Die „Rote Liste“ kannte die Art nicht. Die Hirschart war einfach „in Vergessenheit geraten.“ (ZGAP) Bis 1983 war die auf den Visayas-Inseln endemische Art nur als Unterart Cervus unicolor alfredi des Sambar klassifiziert, die Roten Listen der IUCN nannten zu dieser Zeit nur Tierarten, keine Unterarten. Die ZGAP recherchierte zum Prinz-Alfred-Hirsch, kontaktierte Fachleute und beteiligte sich organisatorisch und finanziell an einem Rettungsprogramm, in das auch verschiedene Zoos in Europa, Australien und den USA eingebunden sind. 1990 begann ein Erhaltungszuchtprojekt in enger Zusammenarbeit mit der philippinischen Regierung. Im Zuchtbestand der Art leben heute (2015) über 110 Tiere.
Die ZGAP dehnte zunächst ihre Aktivitäten auf den Philippinen erheblich aus. So half sie bei der Initiierung eines Projektes zur Erforschung der bis katzengroßen Borkenkletterer (Phloeomys spp., Crateromys spp.). Die Schutzmaßnahmen für Hirsche und Borkenkletterer sowie neue Aktivitäten für Flughunde (Pteropus spp. u. a.), das Visayas-Pustelschwein (Sus cebifrons), den Rotsteißkakadu (Cacatua haematuropygia), Nashornvogelarten (Penelopides spp., Aceros spp.), Dolchstichtauben (Gallicolumba spp.), Philippinen-Uhus (Bubo philippensis) und Segelechsen (Hydrosaurus spp.) werden langfristig fortgeführt.
Aktivitäten, wie sie für die Philippinen beschrieben wurden, betreibt und fördert die ZGAP in Folge auch in anderen Ländern, so in Vietnam, wo die Gesellschaft in enger Zusammenarbeit mit der Weltnaturschutzunion (IUCN), eine Suche nach bedrohten Primaten durchführte und mitfinanzierte.
Zwischenzeitlich wurde eine Zucht- und Auffangstation (EPRC) für aus illegaler Haltung konfiszierte Primaten im Cuc-Phuong-Nationalpark aufgebaut. Hier arbeiten auch europäische Tierpfleger/-innen unter oft schwierigen Bedingungen in der Ausbildung und Unterweisung vietnamesischer Mitarbeiter zur Pflege der wertvollen Tiere. Damit gelangen weltweit erstmals Nachzuchten bei Panda-Langur und dem schon ausgerottet geglaubten Hatinh-Langur (Trachypithecus hatinhensis). Auch über die sagenumwobene Spiralhornantilope wurde in den ZGAP-Mitteilungen mehrfach berichtet.
Projekte zunächst kleineren Umfangs zur Rettung des Tonkin-Goldaffen (Rhinopithecus avunculus) im Na Hang-Schutzgebiet und für den Cat-Ba-Langur (Trachypithecus poliocephalus) wurden 1998 bzw. 2000 begonnen und werden ebenfalls langfristig durchgeführt. Seit 1998 unterhält die Gesellschaft ein Projekt zur Erhaltung des Buschmannhasen (Bunolagus monticularis). Vorhaben zum Schutz des Pemba-Flughundes (Pteropus voeltzkowi) auf der tansanischen Insel Pemba sowie der wohl bedrohtesten Vertreter ihrer Gattung, der Sichuan-Buschwachtel (Arborophila rufipectus) in China und des Äthiopischen Wolfes (Canis simensis) in Äthiopien, werden mitfinanziert und betreut.
Die Initiative der ZGAP, selbst in politisch instabilen Regionen am Horn von Afrika den Bestand bedrohter Huftiere zu erfassen und damit Basisdaten für künftige Schutzkonzepte zu schaffen, fand international hohe Anerkennung. Beobachtungen zum Dibatag (Ammodorcas clarkei), einer endemischen Antilopenart im Ogaden SO-Äthiopiens, und zur Beira-Antilope (Dorcatragus megalotis) in Djibuti wurden in verschiedenen Surveys seit 1997 gesammelt. Maßnahmen zum Schutz der letzten ca. 200 Somalia- oder Swaynes-Kuhantilopen (Alcelaphus swaynei) in einem nur wenige Quadratkilometer großen Rückzugsgebiet in Zentral-Äthiopien sind in Bearbeitung. In Kooperation mit dem Allwetterzoo Münster schuf die ZGAP das „Internationale Zentrum für Schildkrötenschutz“ – eine weltweit einmalige Station zur Erhaltungszucht kritisch bedrohter asiatischer Schildkrötenarten.
Projekte für zwei weitere der fünfundzwanzig bedrohtesten Primaten(unter-)arten: Schwarzkopflöwenäffchen (Leontopithecus caissara) und Weißnackenmangabe (Cercocebus lunulatus) werden ebenfalls von der ZGAP gefördert.
Die Betreuung und Überwachung all dieser Aktivitäten erfolgt ausschließlich ehrenamtlich, ebenso wie die halbjährliche Herausgabe des Magazins.
Die beiden Vorsitzenden der Gesellschaft sowie weitere Mitglieder sind in verschiedene Spezialistengruppen der Artenschutzkommission der IUCN gewählt. So wird die Koordination von Artenschutzprojekten der ZGAP mit denen anderer Naturschutzorganisationen und ein effektiver Einsatz der finanziellen Mittel gewährleistet.

## Arbeitskreise (AK)
- AK Papageien: bekannt unter dem Namen "Fonds für bedrohte Papageien" (FbP), dieser wurde für den Themenbereich Projekte für Papageienvögel 1989 gegründet und unterstützt Schutzmaßnahmen für Arten wie den Orangehaubenkakadu (Cacatua s. citrinocristata), die Ecuadoramazone (Amazona lilacina), den Gelbohrsittich (Ognorhynchus icterotis), den Salvadori-Weißohrsittich (Pyrrhura griseipectus), den Diademlori (Eos histrio) u. a.[8] Ein Schutzprogramm der Katala Foundation, unter anderem für den Rotsteißkakadu (Cacatua haematuropygia), auf der Insel Palawan wird von der ZGAP seit 1998 nicht nur finanziell unterstützt.[9][10] Die weltweit größte Rotsteißkakadupopulation war 2013 durch ein geplantes Kohlekraftwerk bedroht, das die Flugroute der Tiere gestört hätte. Die ZGAP organisierte den deutschsprachigen Protest gegen das Kraftwerk.[11] Der AK veranstaltet jährlich eine Papageientagung und verleiht alle zwei Jahre einen FbP-Artenschutzpreis.
- AK Arbeitskreis Reptilien & Amphibien: Die Mitglieder des AK "Reptilien & Amphibien" befassen sich mit der Beurteilung und Begleitung von Projekten, die direkt dem Schutz und Erhalt global hochgradig gefährdeter Amphibien- und Reptilienarten in ihrem angestammten Lebensraum dienen.[12]
- AK Schutz durch Nutzung[13]

## Strunden-Papageien-Stiftung (SPS)
1998 wurde von Hans Strunden innerhalb der ZGAP die Strunden-Papageien-Stiftung (SPS) eingerichtet. Das Stiftungsvermögen betrug zunächst 200.000 DM und wurde durch regelmäßige Zustiftungen zuletzt durch 50 % seines Erbe aufgestockt. 2013 betrug das Stiftungsvermögen 465.463 €. Die Strunden Stiftung fördert Artenschutzprojekte für Papageien. Die Gelder werden zweckgebunden von einem Stiftungsrat dem Thomas Arndt, Marcellus Bürkle, Walter Schulz (Treuhänder), Roland Wirth und René Wüst angehören an einzelne Projekte vergeben. Gefördert wurden etwa Projekte für den Salvadori-Weißohrsittich, die Rotsteißkakadus auf der Insel Palawan, die El-Oro-Sittiche in Ecuador, der Gelbwangenkakadu, Diademlori auf den Talaudinseln oder die Rotscheitelamazone in Brasilien. Strunden arbeitete auch im Alter von 82 Jahren noch aktiv in der Stiftung mit.